# Christian Siméon
 (septembre 2018).
Si vous disposez d'ouvrages ou d'articles de référence ou si vous connaissez des sites web de qualité traitant du thème abordé ici, merci de compléter l'article en donnant les références utiles à sa vérifiabilité et en les liant à la section « Notes et références ».
Pour les articles homonymes, voir Siméon.
Christian Siméon, né à Montluçon le 18 mai 1959, est un dramaturge et sculpteur français.

## Biographie
Élève du sculpteur Dino Quartana et du professeur Jean-François Debord (École nationale supérieure des beaux-arts), Christian Siméon enseigne la sculpture aux ateliers « Terre et Feu » à Paris depuis 1996.
À partir de 1991, ses recherches de plasticien se portent essentiellement sur le thème de l'Afrique et la faim. En 1996, la chaîne de télévision La Cinquième lui commande deux groupes de sculptures pour illustrer des textes sur Buchenwald tirés du livre de Jorge Semprún, L'écriture ou la vie. Il expose également ses travaux sur l'art animalier, les mythes et sur l'univers pasolinien.
Il est membre de l'EAT (Écrivains associés du théâtre) et du Comité de Lecture du Théâtre du Rond-Point.
Il reçoit le Molière de l'auteur en 2007 pour Le Cabaret des hommes perdus.
En 2021, il écrit "Cheval d'Amble", chanson composée par Philippe Rombi, dans l'album de Sheila, Venue d'ailleurs.

## Production théâtrale

### En France
- Hécate (1992) : Cette pièce a reçu en 1996 le deuxième prix du concours Premières Répliques du Théâtre d'Angoulême, Scène Nationale-Les Plateaux.
- Hyènes ou le monologue de Théodore Frédéric Benoît (1995) : Création à Paris le 29 mars 1997 au Dix-Huit Théâtre, avec Michel Fau dans une mise en scène de Jean Macqueron.
  - Production par la compagnie Schediagramma au Théâtre Mylos à Thessalonique (Grèce) le 20 octobre 2000.
  - Production par la compagnie Saliéri-Pages au festival d’Avignon 2001, comédien Nicolas Senty, mise en scène Marie Pages, au Théâtre Le Ring.
  - Création au Stages Theater de Los Angeles, dans une mise en scène de Paul Verdier, avec Eric Szmanda, en octobre 2004.
  - Production par la compagnie À corps-ouvert, mise en scène Franck Andrieux avec Thomas Baelde en novembre 2005 à Roubaix et Lille.
  - Production par la compagnie L’œil du tigre, mise en scène Jean Marie Lejude avec Gérald Maillet en Champagne-Ardenne en 2006, en Avignon et à Alger en 2007.
  - Production au Duo Theater de New York, dans une mise en scène de Paul Verdier, avec Daniel Pettrow, en mai 2006, puis au festival d’Édimbourg en août 2006.
  - Production par la compagnie L’œuf à dix pas, mise en scène Thierry Falvisaner avec Arnaud Aldigé en novembre 2008 au Théâtre de la Tête Noire, à Orléans. Reprise à L’Épée de Bois à Vincennes en octobre 2009.
- La Priapée des écrevisses(1998) : Création le 29 janvier 2002 au Théâtre La Pépinière Opéra dans une mise en scène de Jean-Michel Ribes avec Marilú Marini
- La Reine écartelée (1999) : Création le 15 novembre 1999 à L’étoile du Nord, dans une mise en scène de Jean Macqueron, avec Françoise Vallon, Nathalie Savary, Christophe Garcia, Frédéric Aspisi et Stéphane Auvray-Noroy.
- Crouchinades (2000) : Création au Théâtre Estable Municipal de Jesús  Maria (Argentine), dans une mise en scène de Guido Reynas, avec Teresa Baudin.
- Les eaux lourdes (2001): Bourse Beaumarchais.
  - Mise en espace au Studio de la Comédie française le 28 juin 2001 sous la direction de Didier Long, avec Dominique Labourier, Céline Samie, Pierre Santini, Frédéric Quiring.
  - Création au Théâtre de la Tête noire (Saran), puis reprise au Théâtre des Halles au Festival d’Avignon 2013 dans une mise en scène de Thierry Falvisaner, avec Elizabeth Mazev, Julie Harnois, John Arnold puis Christophe Vandevelde, Arnaud Aldigé.
  - Reprise au Lucernaire en janvier 2015.
- L'Androcée (2002) : Création le 22 avril 2002 à L’étoile du Nord, dans une mise en scène de Jean Macqueron, avec Stéphane Auvray-Nauroy, Céline Milliat-Baumgartner, Christophe Garcia, Nathalie Savary.
- Landru et fantaisies (2003) : Création le 2 juin 2003 à L’étoile du Nord, avec Christophe Garcia, Nathalie Hugon, Françoise Vallon, Jean Luc Revol, dans une mise en scène de Jean Macqueron.
- Théorbe (2003) : Création au Petit Théâtre de Paris le 7 octobre 2003, avec Alexandra Lamy, Anna Gaylor, Pascal Demolon, Guillaume Toucas, Daniel-Jean Colloredo, Lou Best, dans une mise en scène de Didier Long.
  - Alexandra Lamy, nomination pour le Molière 2004 de la meilleure comédienne.

### À l’étranger
- Hyènes en Grèce : production par la compagnie Schediagramma au théâtre Mylos de Thessalonique en 2000.
- Hyènes aux États-Unis : production par le Stage Theater de Los Angeles. Misée en scène Paul Verdier, avec Eric Szmanda en 2004.
- Hyènes à New York : production par DuoTheater avec Daniel Pettrow, mise en scène Paul Verdier en 2006. Reprise au festival d’Édimbourg en août 2006.
- La priapée des écrevisses en Grèce: compagnie Schediagramma à Thessalonique en 2004.
- La priapée des écrevisses en Italie : mise en espace au théâtre Quirino-Vittorio Gassman
- Théorbe en Pologne : mise en scène de Romuald Sedj à Varsovie en avril 2004.
- Théorbe en Italie : création à Rome à l’Ambra Jovinelli Teatro, avec Francesca Reggianni en octobre 2006.
- Le Cabaret des Hommes Perdus en Autriche : Cabaret der Verlorenen Seelen. Production au StadtTheater de Vienne. Mise en scène de Thomas Schendel en 2009.
- El Cabaret de Los Hombres perdidos en Argentine : théâtre Molière de Buenos Aires. Mise en scène de Lia Jelin : 2012/2013/2014.
- El Cabaret de Los Hombres perdidos en Espagne : teatro des Canal à Madrid. Mise en scène de Victor Conde en 2015/2016.
- Maris et femmes en Belgique : en projet pour janvier 2017.
- Vampires ou l'histoire de Népès (2004) : Mise en espace dirigée par Laurent Heynemann au Théâtre du Rond-Point le 9 juin 2005 dans le cadre de Carte blanche à la fondation Beaumarchais. Avec Christine Boisson, Michel Vuillermoz, Michèle Garcia, Christophe Garcia, Carine Lacroix, Émilie Lafarge, Bogdan Stanoevitch.
  - Mise en espace les 27 et 29 juillet 2007 au Festival de Limoux, avec Nada Strancar, Chloé Lambert, Judith El Zein, Isabelle Thomas, Christophe Garcia, Laurent d’Olce.
- Le Cabaret des hommes perdus (2006) : Création le 7 septembre 2006 au Théâtre du Rond-Point, puis reprise au Théâtre La Pépinière Opéra dans une mise en scène de Jean-Luc Revol avec Alexandre Bonstein, Denis D’Archangelo, Jérôme Pradon, Sinan Bertrand.
  - Prix du meilleur spectacle musical aux Musicales de Béziers.
  - Molière du Meilleur spectacle musical 2007.
  - à Vienne, en langue allemande, sous le titre Das Cabaret der verlorenen Seelen
  - à Varsovie, en polonais, sous le titre Kabaret zagubionych facetów
  - à Buenos Aires, en espagnol, sous le titre El cabaret de los hombres perdidos, Teatro Molière de Buenosaires, mise en scène Lia Jelin, avec Omar Calicchio, Diego Mariani, Esteban Masturini et Roberto Peloni. 10 nominations et 5 prix aux Premios Hugo: meilleure adaptation, meilleur acteur de comédie musicale, meilleure direction d'acteur et mise en scène, meilleur spectacle musical et Hugo d'or.
- Aficionada(2006) : pièce courte pour Corpus Eroticus, commande faite à 6 auteurs, Camille Laurens, Marie Nimier, José Pliya, Roland Fichet, Nathalie Filion et Christian Siméon par le metteur en scène Virginie Deville. Octobre 2008 à La Maison des Métallos.
- Le mage aux Fiats 500(2007) : Création en février 2009 à L’étoile du Nord, mise en scène Jean Macqueron, avec Christophe Garcia et Thomas Matalou.
- Shooting factory(2008) : Farce Pop art.
- Radeaux(2009) : Livret d’Opéra, une commande de Jean-Marie Lejude, musique Xavier Rosselle, avec Ghyslaine Raphanel, Matthieu Lecroart, Ghassan El Hakim, Steeve Brudey Nelson, Pwembe Mwanaku, Mathieu Muglioni. Création en novembre 2009 au Grand Théâtre de Reims.
- Tropopause (2010) : pièce courte, une commande de la Cité des Sciences dans le cadre de l’opération Binôme, avec Camille Chamoux, Thibaut Rossigneux, Florian Sitbon sous la direction d’Élizabeth Mazev.
- Rillettes maudites (2010) : pièce courte.
- Maris et femmes (adaptation théâtrale du film de Woody Allen - 2011), commande de la comédienne Hélène Médigue. Production au théâtre de Paris du 15 janvier au 28 mai 2016, mes par Stephane Hillel, avec Helene Medigue, Florence Pernel, Emmanuel Patron, José Paul, Marc Fayet, Alka Balbir et Astrid Roos.
  - Reprise de la même production en octobre 2016.
  - Nouvelle production à Bruxelles attendue en janvier 2017.
- La Vénus au phacochère(2012) : Pièce épistolaire. Festival de Grignan 2012 dans le cadre du prix Durance. Lecture par Karelle Prugnaud, Julie Moulier et Philippe Duquesne sous la direction de Christophe Coreia.
  - Création le 10 janvier 2013 au Théâtre de l’Atelier, avec Alexandra Lamy dans une mise en scène de Christophe Lidon. Tournée en 2014 et 2015.
- Mathilda (2012) : pièce courte, une commande du Théâtre du Rond-Point pour la Compagnie Les Enfants Terribles, dans le cadre de la manifestation Gare aux amateurs.
- Carapaces ou le mentaliste amoureux(2013) : pièce écrite à partir des pièces Mathilda et Le Mage aux fiats 500 pour la Compagnie Les Enfants Terribles, mise en scène Vincent Messager, création septembre 2015.
- Brûlez-la ! (2013) : monologue mis en scène par Michel Fau avec Claude Perron, et Bertrand Scholl, création au Festival de Figeac, juillet 2014. Production reprise au Théâtre du Rond Point du 21 mai au 19 juin 2016.
- Huit (2014)
- Nevrotik Hôtel (2016) : pièce de Christian Simeon incluant des chansons de Michel Rivegauche. Création au festival de Figeac dans une mise en scène de Michel Fau, avec Michel Fau et Antoine Kahan. Reprise programmée en janvier 2017 au Théâtre des Bouffes du Nord à Paris

## Prix et Récompenses
- Prix SACD 2004 : Prix Nouveau Talent Théâtre de la SACD.
- Moliere 2007 pour le Cabaret des hommes perdus : Meilleur auteur et meilleur spectacle musical.
- Prix Durance 2012 pour le Festival de la correspondance de Grignan.
- 7 Hugos dont le meilleur spectacle musical pour le Cabaret de Los Hombres perdidos en 2014.
- Nomination de la meilleure comédie aux Molieres 2016 pour Maris Et Femmes
- 11 nominations aux premios de la comédie musicale en 2016 pour El Cabaret de Los Hombres Perdidos: 2 premios (1er rôle et 2d rôle)